# Анна I (королева Угорщини і Чехії)
Анна Ι (23 липня 1503, Буда — 27 січня 1547, Прага) — дружина Фердинанда I, короля Австрії, що пізніше став імператором Священної Римської імперії.

## Біографія
Анна була старшою дитиною і єдиною дочкою Владислава II і його третьої дружини Анни де Фуа, а також старшою сестрою Людовика II короля Угорщини та Чехії.
Після смерті батька Владислава II 13 березня 1516 діти були передані на піклування Максиміліана I імператора Священної Римської Імперії. Було вирішено, що Анна вийде заміж за його онука, герцога Фердінанда Австрійського, сина правлячої королеви Кастилії Хуани Ι та її покійного чоловіка, співправителя і короля Бургундії Філіпа I.
Анна вийшла заміж за Фердинанда 25 травня 1521 року в Лінці, Австрія. В цей час Фердинанд правив на спадкових землях Габсбургів від імені його старшого брата Карла V імператора Священної Римської Імперії. Згідно з умовами шлюбу Фердинанд повинен був передати престол братові Анни, якщо у нього самого не буде спадкоємців чоловічої статі.
Її брат Людовик II був убитий в Могацькій битві проти Сулеймана I Пишного 29 серпня 1526 року. Трони Чехії та Угорщини виявилися вакантними. Фердинанд заявив про свої права на обидва престоли і був обраний королем Богемії 24 жовтня 1526 року, зробивши Анну королевою Богемії.
Отримати трон Угорщини було важче. Сулейман анексував багато землі. Фердинанд був проголошений королем Угорщини групою дворянства, але інша група угорської знаті відмовилася передати іноземному правителю трон і вибрала Яноша Заполья як альтернативного короля. Конфлікт між двома конкурентами і їх спадкоємцями тривав до 1571 року. 1531 року старший брат Фердинанда Карл V визнав його своїм спадкоємцем на трон Священної Римської імперії, і Фердинанд був підвищений до титулу короля Німеччини.
У Ганни та Фердинанда було 15 дітей, причому всі народилися в Богемії або Угорщині. Хоча обидві держави протягом століть зазнавали передчасних смертей спадкоємців престолу.
Ганна була королевою-консортом Богемії й однією з трьох королев Угорщини, які жили одночасно, аж до своєї смерті в 1547 році. Вона померла в Празі.
У 1556 році Карл V відрікся від престолу, і Фердинанд став імператором Священної Римської імперії, через дев'ять років після смерті Анни.

## Родина
Чоловік — Фердинанд I Габсбург (1503—1564)
Діти:
- Єлизавета (1526—1545) — дружина Сигізмунда II Августа Ягеллона, короля Польщі, великого князя Литовського
- Максимілан II (1527—1576) — імператор Священної Римської імперії
- Анна (1528—1590) — дружина Альбрехта V, герцога Баварського
- Фердинад (1529—1595) — герцог Тірольський
- Марія (1531—1581) — дружина Вільгельма V Юліх-Клеве-Берзького
- Мадлен (1532—1590)
- Катерина (1533—1572) — дружина Франческо III Гонзаго, герцога Мантуї та Монферрата, другий шлюб з Сигізмундом II Августом Ягеллоном, королем Польщі, великого князя Литовського
- Елеонора (1534—1594) — дружина Гульєльмо Гонзага
- Маргарита (1536—1567)
- Іоанн (1538—1539)
- Барбара (1539—1572) — дружина Альфонсо II Есте, герцога Феррари, Модени та Реджіо
- Карл (1540—1590) — герцог Середньоземельний (Штирії, Каринтії та Крайні)
- Урсула (1541—1543)
- Олена (1543—1574)
- Іоанна (1547—1578) — дружина Франческо I Медичі, великого герцога Тосканського

## Галерея

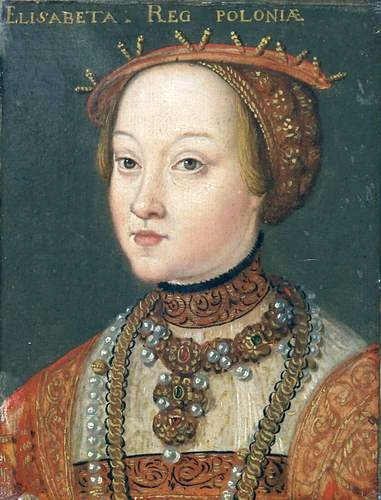
Єлизавета
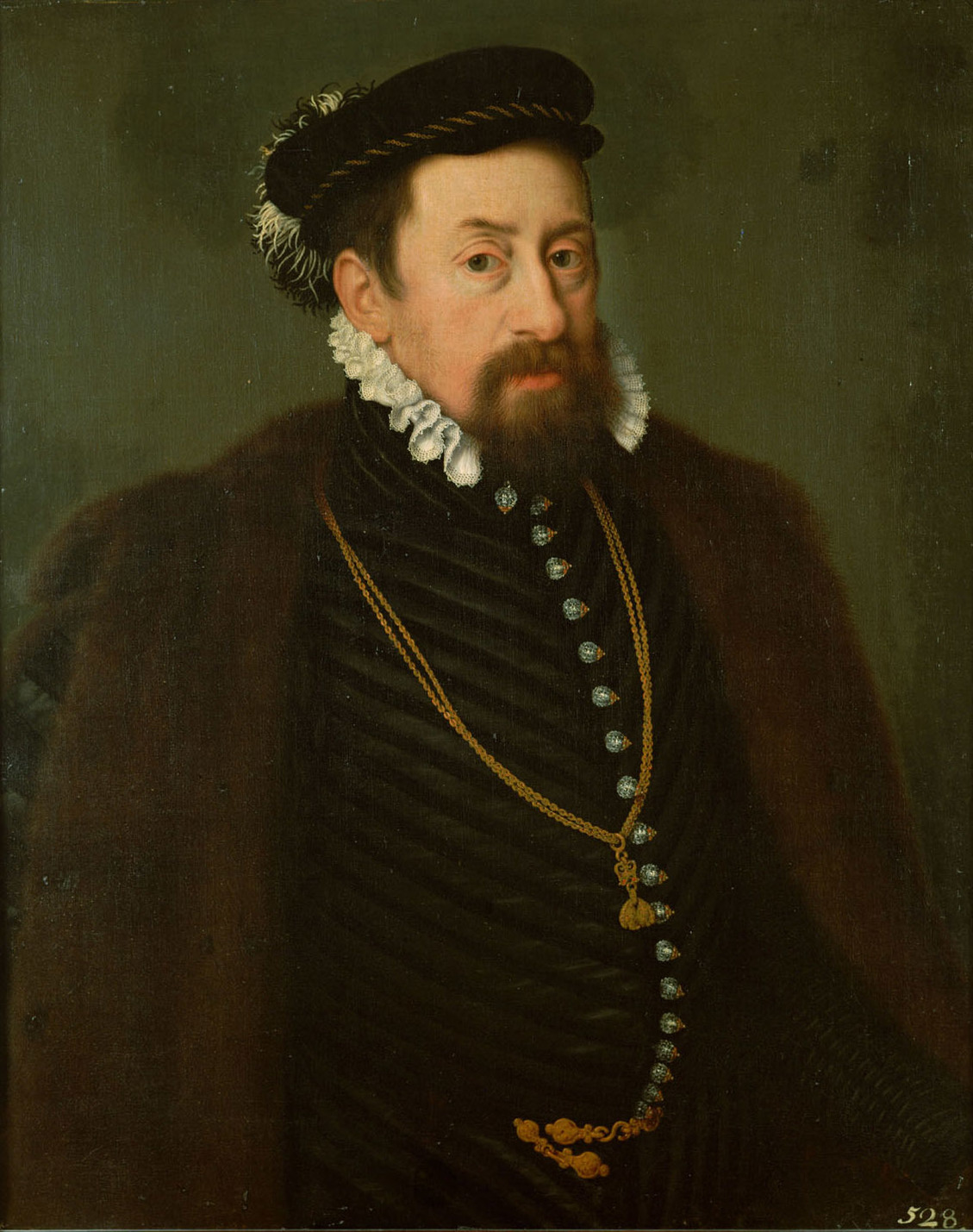
Максиміліан II
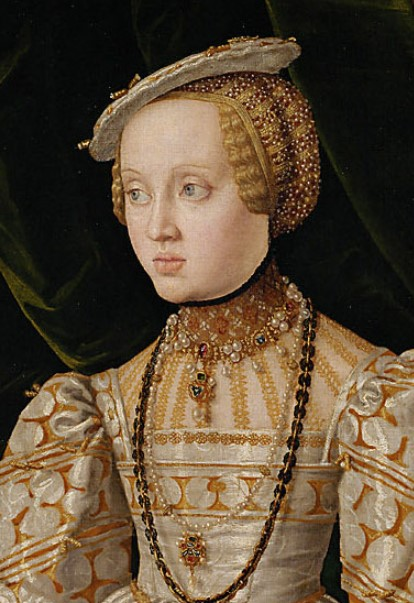
Анна
Фердинанд
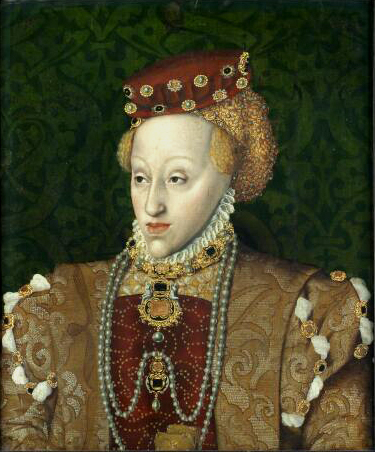
Марія
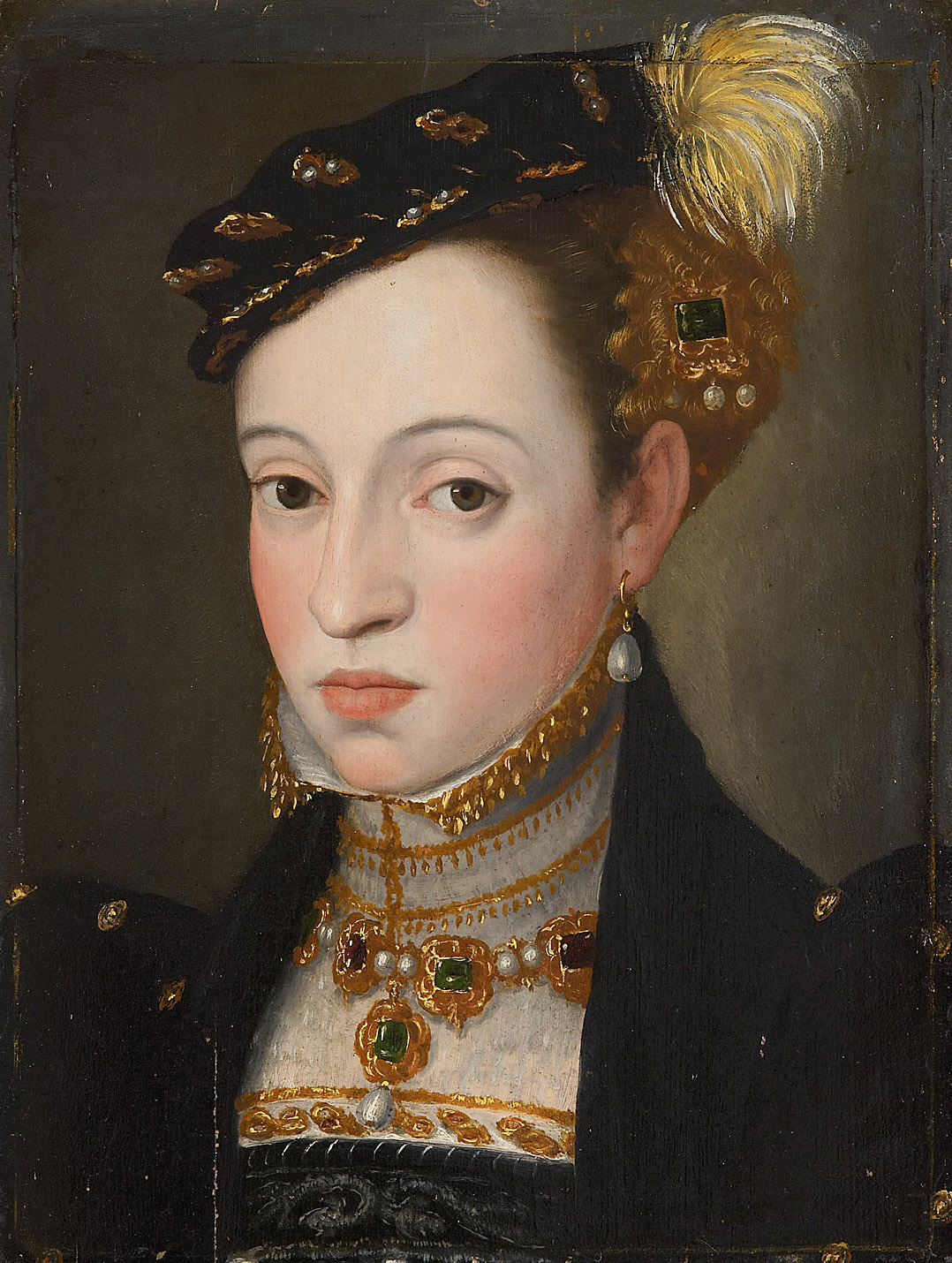
Мадлен
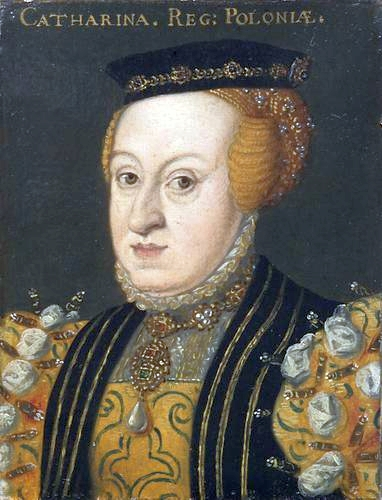
Катерина
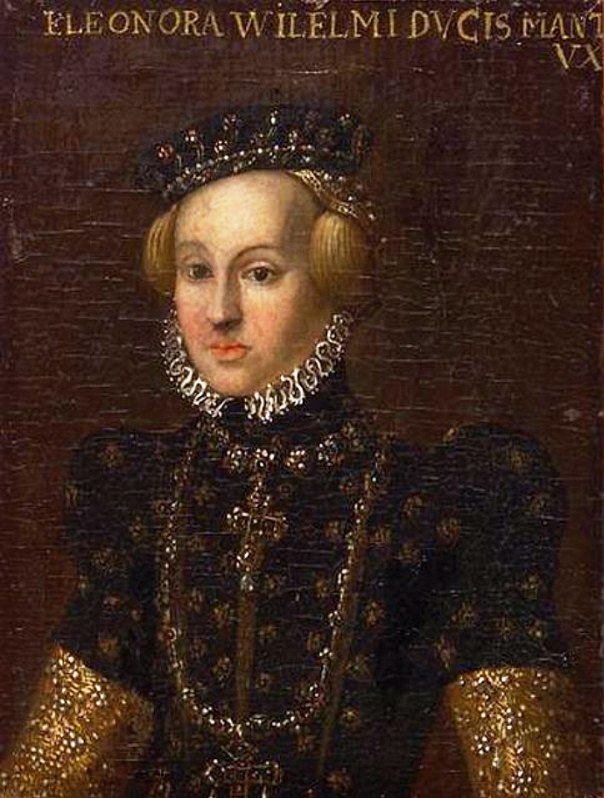
Елеонора
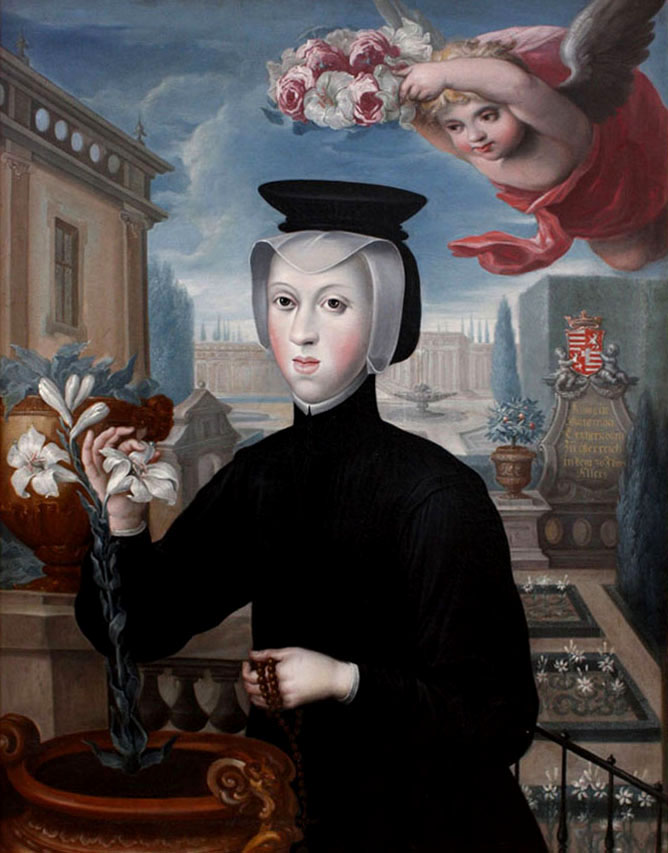
Маргарита
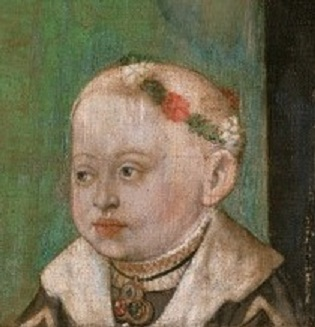
Іоанн
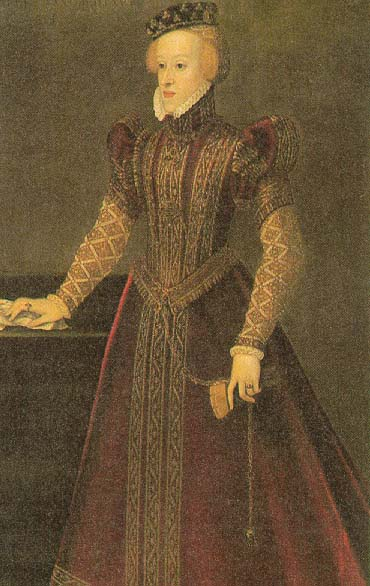
Барбара
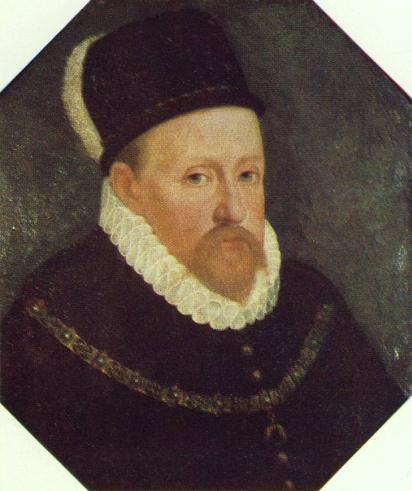
Карл
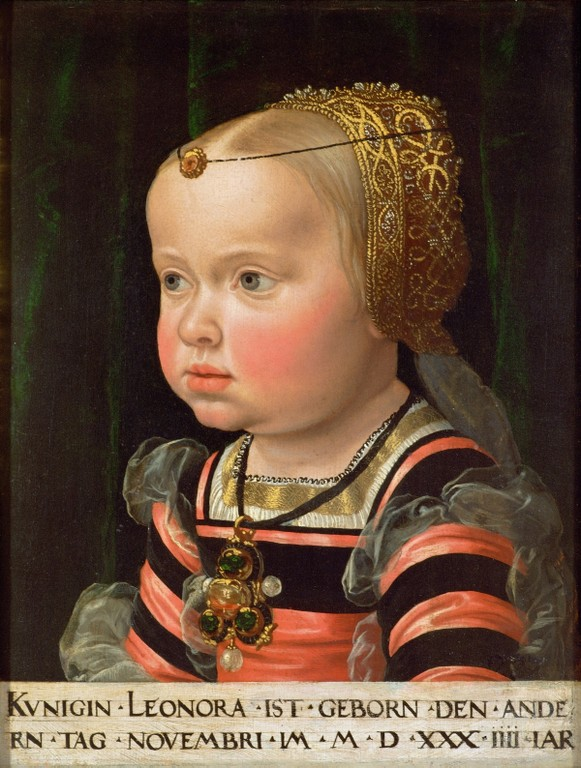
Урсула
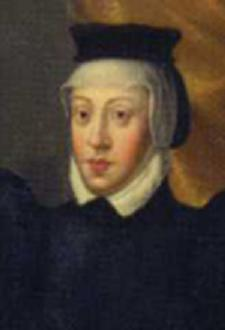
Олена
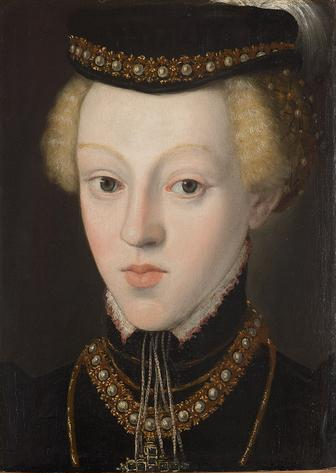
Іоанна